# Shut Up (album de LaFee)
Pour les articles homonymes, voir Shut Up.
Albums de LaFee
Jetzt Erst Recht
(2007) Ring Frei
(2009)
Singles
Shut Up est le troisième album enregistré par LaFee, publié le 27 juin 2008. C'est le premier album de LaFee en anglais, et il contient les versions anglaises des chansons de ses deux premiers albums studio, LaFee et Jetzt Erst Recht. 
Il est sorti officiellement au Japon le 28 janvier 2009 et dispose de la même pochette que le premier single «Shut Up» au lieu de l'œuvre originale de la sortie de l'album.

## Liste des trites
1. "Midnight Strikes" - 4:46
2. "Shut Up" - 4:04
3. "Now's The Time" - 4:07
4. "On The First Night" - 3:20
5. "Come On" - 2:41
6. "Set Me Free" - 3:29
7. "Tell Me Why" - 4:28
8. "Little Princess" - 4:21
9. "Scabies" - 3:57
10. "What's Wrong With Me" - 4:00
11. "Lonely Tears" - 4:29
12. "Hot" 3:24

## Charts
| Charts    | Meilleure position |
| --------- | ------------------ |
| Allemagne | 21                 |
| Autriche  | 31                 |